# Ubisoft Anvil
Pour les articles homonymes, voir Anvil et Scimitar.
Ubisoft Anvil (connu sous le nom Scimitar durant son développement, puis Anvil et AnvilNext) est un moteur de jeu développé par Ubisoft Montréal. Utilisé pour la première fois, sous le nom Anvil, sur le jeu Assassin's Creed, il fut ensuite repris pour d'autres jeux du studio, tout en ayant été progressivement optimisé, notamment au niveau du clipping et du tearing (en). Une nouvelle version, l'AnvilNext, a été faite pour lui succéder. Il a été utilisé pour la première fois avec Assassin's Creed III. Lors d'une interview faite au site jeuxvideo.com un développeur de chez Ubisoft Montréal indiquait qu'AnvilNext contenait 7 millions de lignes de code.

## Description
Le moteur a commencé à utiliser le middleware Autodesk Gameware pour positionner correctement les mains et les pieds du personnage lors des animations d'escalade. Anvil a été amélioré pour Assassin's Creed II pour inclure un cycle complet de nuit et de jour, une distance de dessin améliorée, la même technologie de végétation utilisée dans Far Cry 2, un éclairage, une réflexion et des effets spéciaux améliorés, un nouveau système de tissu et un nouveau système de navigation pour l'IA et les PNJ. Les courts métrages Assassin's Creed: Lineage réalisés par Hybride Technologies (un studio de postproduction VFX acquis par Ubisoft) et Ubisoft Digital Arts ont utilisé les actifs d'Anvil pour recréer l'environnement dans lequel les acteurs en direct sont filmés,. Assassin's Creed: Brotherhood et Prince of Persia : Les Sables oubliés fonctionnent sur une version améliorée d'Anvil,. En 2011, Assassin's Creed: Revelations était le dernier jeu à avoir été développé sur la première génération d'Anvil.
En 2012, une mise à jour a été publiée appelée AnvilNext, développée pour Assassin's Creed III et au-delà, comportant un certain nombre d'améliorations,. AnvilNext propose un éclairage global et prend en charge un nouveau système météo, qui permet des paramètres météorologiques spécifiques ainsi qu'un mode de cycle automatique comme on le voit dans Assassin's Creed IV: Black Flag,. Le moteur de rendu a été réécrit pour une plus grande efficacité et la prise en charge de techniques de post-traitement supplémentaires, permettant de restituer jusqu'à 2 000 personnages non jouables en temps réel (par rapport aux quelques centaines du moteur Anvil précédent),,. AnvilNext ajoute la technologie de Far Cry 3 dans laquelle les écrans de chargement ont été supprimés lors de la transition du déplacement à pied à la navigation sur les mers. En 2014, Assassin's Creed Rogue a été le dernier jeu à utiliser AnvilNext.
AnvilNext 2.0 a fait ses débuts en 2014 avec Assassin's Creed Unity. Il est capable de générer des structures de manière flexible et automatique tout en suivant des règles et des modèles de conception spécifiques, ce qui réduit le temps et les efforts requis par les artistes et les concepteurs pour créer un environnement urbain complexe. Des monuments spécifiques, tels que Notre-Dame de Paris, sont toujours conçus à la main, mais pourraient désormais être rendus dans un rapport presque 1:1 par rapport à leur homologue réel. AnvilNext 2.0 propose également une IA améliorée pour les personnages non jouables,. Le moteur a été entièrement reconstruit pour le jeu,,. Après la sortie d'Assassin's Creed Unity avec plusieurs problèmes techniques au lancement, Ubisoft a apporté des correctifs et amélioré le moteur pour Assassin's Creed Syndicate,,. AnvilNext 2.0 sera encore peaufiné pour Assassin's Creed Origins et Assassin's Creed Odyssey,. Outre la série Assassin's Creed, AnvilNext 2.0 sera utilisé pour d'autres jeux Ubisoft, notamment Tom Clancy's Rainbow Six: Siege, For Honor, Tom Clancy's Ghost Recon Wildlands et Tom Clancy's Ghost Recon Breakpoint.
À partir d'Assassin's Creed Valhalla en 2020, le moteur a été rebaptisé Ubisoft Anvil. Ubisoft Anvil sera également utilisé pour Prince of Persia : Les Sables du Temps Remake, Immortals Fenyx Rising et Assassin's Creed Mirage. Ubisoft a annoncé qu'il continuerait à améliorer et à développer le moteur,,.